# (9902) Kirkpatrick
(9902) Kirkpatrick ist ein Asteroid des inneren Hauptgürtels, der von dem italoamerikanischen Astronomen Paul G. Comba am 3. Juli 1997 am Prescott-Observatorium in Prescott, Arizona (IAU-Code 684) entdeckt wurde. Unbestätigte Sichtungen des Asteroiden hatte es schon vorher mehrfach gegeben: am 11. Dezember 1988 am argentinischen Felix-Aguilar-Observatorium (1988 AR2), am 9. September 1994 am Karl-Schwarzschild-Observatorium in Tautenburg (1994 RK29) sowie am 13. März 1996 an der auf dem Kitt Peak gelegenen Außenstation des Steward Observatory (1996 EJ16).
Der mittlere Durchmesser des Asteroiden wurde mit 3,611 km (±0,166) berechnet, die Albedo mit 0,179 (±0,022).
Mittlere Sonnenentfernung (große Halbachse), Exzentrizität und Neigung der Bahnebene des Asteroiden entsprechen der Flora-Familie, einer großen Gruppe von Asteroiden, die nach (8) Flora benannt ist. Asteroiden dieser Familie bewegen sich in einer Bahnresonanz von 4:9 mit dem Planeten Mars um die Sonne. Die Gruppe wird auch Ariadne-Familie genannt, nach dem Asteroiden (43) Ariadne.
(9902) Kirkpatrick wurde am 2. April 1999 nach dem US-amerikanischen Cembalisten und Hochschullehrer Ralph Kirkpatrick benannt.